# Суйга (приток Чулыма)
Суйга — река в Томской области России, правый приток Чулыма. Устье реки находится в 13 км от устья по правому берегу Старомудринской протоки Чулыма. Протяжённость реки 43 км Высота устья — 70 м.. Течёт в направлении с северо-востока на юго-запад.

## Данные водного реестра
По данным государственного водного реестра России относится к Верхнеобскому бассейновому округу, водохозяйственный участок реки — Чулым от водомерного поста села Зырянское до устья, речной подбассейн реки — Чулым. Речной бассейн реки — (Верхняя) Обь до впадения Иртыша.
Код водного объекта — 13010400312115200022466.